# Бороздина, Варвара Васильевна
Варвара Васильевна Бороздина (она же Бороздина 1-я; 3 декабря 1828, Москва — 17 октября 1866, там же) — драматическая актриса Малого театра. Сестра актрисы Евгении Бороздиной (Бороздиной 2-й; 1830—1869).

## Биография
Первая роль ещё ученическая — небольшая роль цыганки в пьесе «Охотники в рекруты» в 1846 году.
По окончании Московского театрального училища обе сестры в 1848 году дебютировали на сцене Малого театра в водевиле Хмельницкого на музыку Верстовского «Бабушкины попугаи». Выступали в дальнейшем вместе преимущественно в комедиях и водевилях, были частыми партнёршами Михаила Щепкина и Василия Живокини.
В 1851 году Варвара Бороздина уехала в отпуск, который ей предоставила дирекция императорских театров для приобретения опыта в провинциальных постановках, и играла на провинциальных сценах: в Киеве, Харькове и других городах. Приехав опять в Москву, в Малый театр, почти тут же вышла замуж за главного машиниста Большого театра Пьера Пино и ушла со сцены.
Однако очень быстро она овдовела и снова вернулась на московскую сцену, заняв место переведённой в 1855 году в Петербург Екатерины Сабуровой. Сразу же, в 1855 году выступила в комедии «Мирандолина» и водевиле «Маленькое облачко» и вскоре вернулась к своим прежним ролям, но, по утверждению Биографической энциклопедии: «уже не с прежним успехом, так как в значительной степени утратила ту живость и грацию, которые характеризовали её в начале её сценического поприща».
В 1857 году Бороздина уехала в Санкт-Петербург и играла на петербургской сцене, а затем снова вернулась в Москву. В 1859 году Бороздина перешла на новое амплуа, в котором нашла своё истинное призвание. Пробным камнем в этом отношении для неё послужила драма «Актриса»: героиней здесь является разгульная интриганка-горничная Клара, которая превращается потом в танцовщицу и куртизанку; ни одна актриса, по характеру роли, не хотела брать её на себя; почти против воли Бороздина взяла на себя эту роль и сыграла её с шумным успехом.
Тогда же, по её возвращении на Московскую сцену, в 1859 году Александр Николаевич Островский написал специально для Бороздиной роль Варвары в пьесе «Гроза», даже наделив персонаж её именем.
Среди ролей — Липочка («Свои люди — сочтёмся»), Ульяна («Воевода»), Жмигулина («Грех да беда на кого не живёт»), Варвара, первая исполнительница («Гроза»); Анфиса («Женитьба Бальзаминова»); невеста в «Женитьбе» Гоголя.
31 декабря 1865 года в Москве хоронили артиста Малого театра Корнилия Николаевича Полтавцева; во время похорон Варвара Васильевна Бороздина простудилась, началось воспаление лёгких, которое перешло в чахотку, через несколько месяцев 17 октября 1866 года она скончалась. Была похоронена на Лазаревском кладбище в Москве. Могила утрачена, после ликвидации кладбища.
Варвара Васильевна Бороздина положила начало известной актёрской династии Бороздины — Музили — Рыжовы. Её дочерью была В. П. Музиль-Бороздина